# Christian Rohlfs
Christian Rohlfs, né le 22 décembre 1849 à Groß Niendorf (arrondissement de Segeberg) et mort le 8 janvier 1938 à Hagen, est un peintre allemand. Il est un des principaux représentants de l’expressionnisme dans son pays.

## Biographie
En 1851, Christian Rohlfs déménage avec ses parents à Fredesdorf. En 1864, il tombe d'un arbre et se blesse gravement à la jambe. Le médecin qui le traite, le Dr Ernst Stolle, un gendre de Theodor Storm, lui donne du matériel de dessin pour qu'il ne s'ennuie pas et reconnaît de suite le talent artistique du jeune homme, dont il fait désormais la promotion. À partir de 1866, celui-ci fréquente l'école secondaire de Bad Segeberg. Sur le conseil de Theodor Storm, Christian Rohlfs rencontre en 1870 à Berlin le peintre et auteur d'ouvrages sur l'art Ludwig Pietsch, qui lui conseille à son tour de fréquenter l'école des beaux-arts de Weimar. Il est inscrit sans frais auprès de Paul Thumann, peintre historique et de portraits. Dans cette première phase, il produit essentiellement des œuvres naturalistes. À la suite d'une nouvelle maladie à la jambe (ostéomyélite chronique), il doit être amputé en 1873 d'une jambe. En 1874, il recommence ses études.
À partir de 1884, il exerce en tant qu'artiste indépendant à Weimar et se tourne progressivement vers l'impressionnisme. En 1901, sur l'invitation de Karl Ernst Osthaus, il déménage à Hagen, où il enseigne à la Folkwangschule. En 1908, il rejoint Osthaus au sein de la Sonderbund. À partir de 1910, il est clairement à compter parmi les expressionnistes. Les vues de la ville, des paysages et l'architecture sont ses thèmes favoris à cette époque. À partir de 1927, il se rend très régulièrement à Ascona, où il se consacre principalement aux thèmes végétaux.
Après l'exposition des nazis consacrée à l'« art dégénéré » à Munich en 1937, de nombreuses œuvres de Christian Rohlfs sont confisquées, parmi lesquelles environ 450 travaux qui se trouvent au musée Christian-Rohlfs à Hagen (de nos jours musée Karl Ernst Osthaus). Le 13 septembre 1937, Joseph Goebbels note dans son journal : « Avec Vetter (de) sujet art dégénéré. Il voulait défendre Rohlfs. Mais je le soigne. » L'artiste est interdit de peindre et il est exclu de l'académie prussienne des arts le 7 janvier 1938, un jour avant sa mort.

## Style, hommages et postérité
Christian Rohlfs est considéré comme un peintre important de l'expressionnisme allemand. Il a développé au début du XXe siècle une forme originale. Il a travaillé pendant un moment avec Emil Nolde. La couleur est un moyen d'expression important dans ses œuvres, essentiellement des paysages et des natures mortes florales.
Sa tombe à Hagen sert d'écrin pour un plastique de Ernst Barlach de 1931 L'Enseignement du Christ.
Certaines de ses œuvres ont été montrées après sa mort à l'exposition documenta 1 en 1955 à Cassel.
Dans le musée Osthaus de Hagen, une pièce lui est consacrée. Une école de Hagen porte son nom.

## Galerie photographique

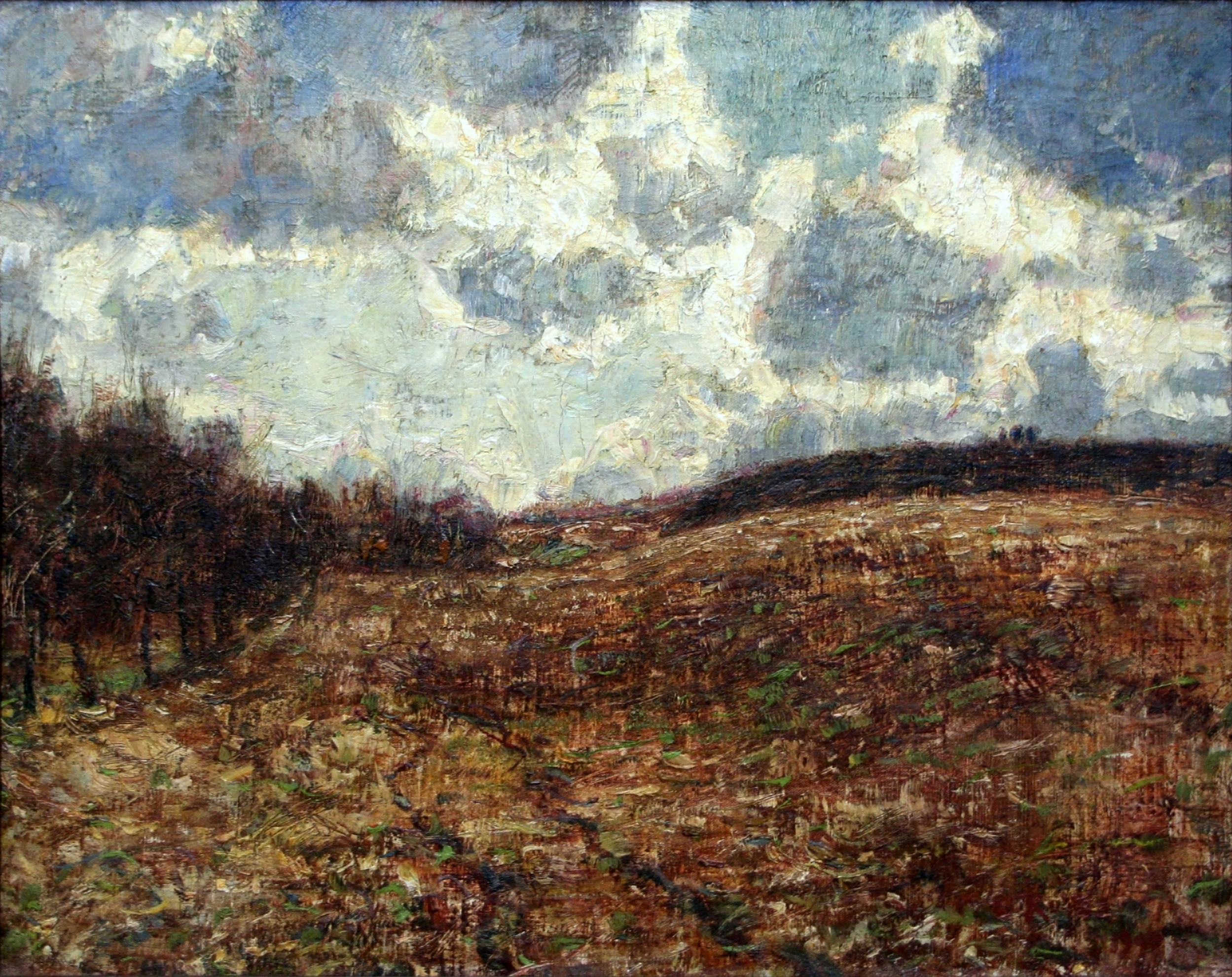
Paysage vallonné en fin d'automne (1900)
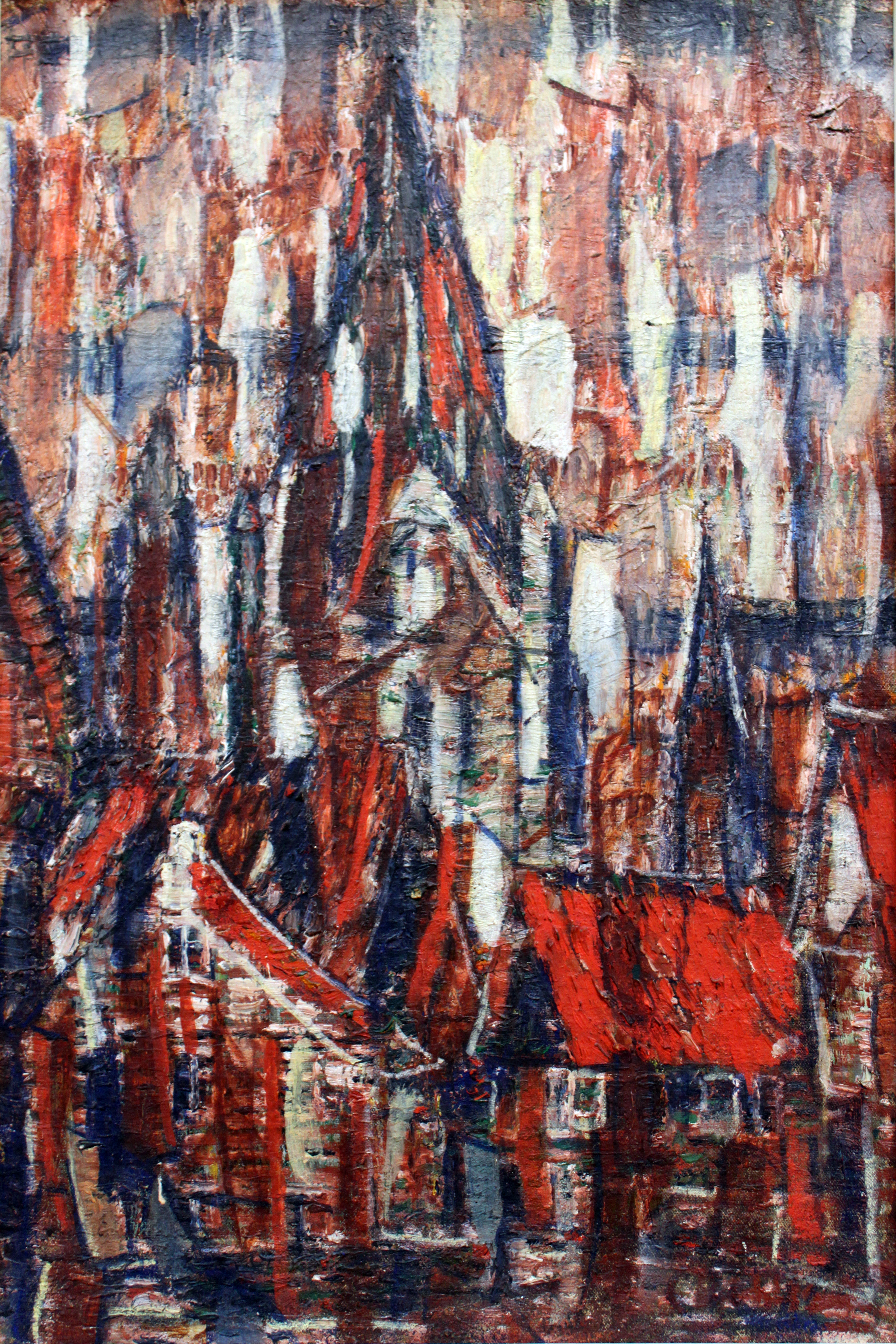
La Collégiale de Saint-Patrocle à Soest, 1912, Germanisches Nationalmuseum
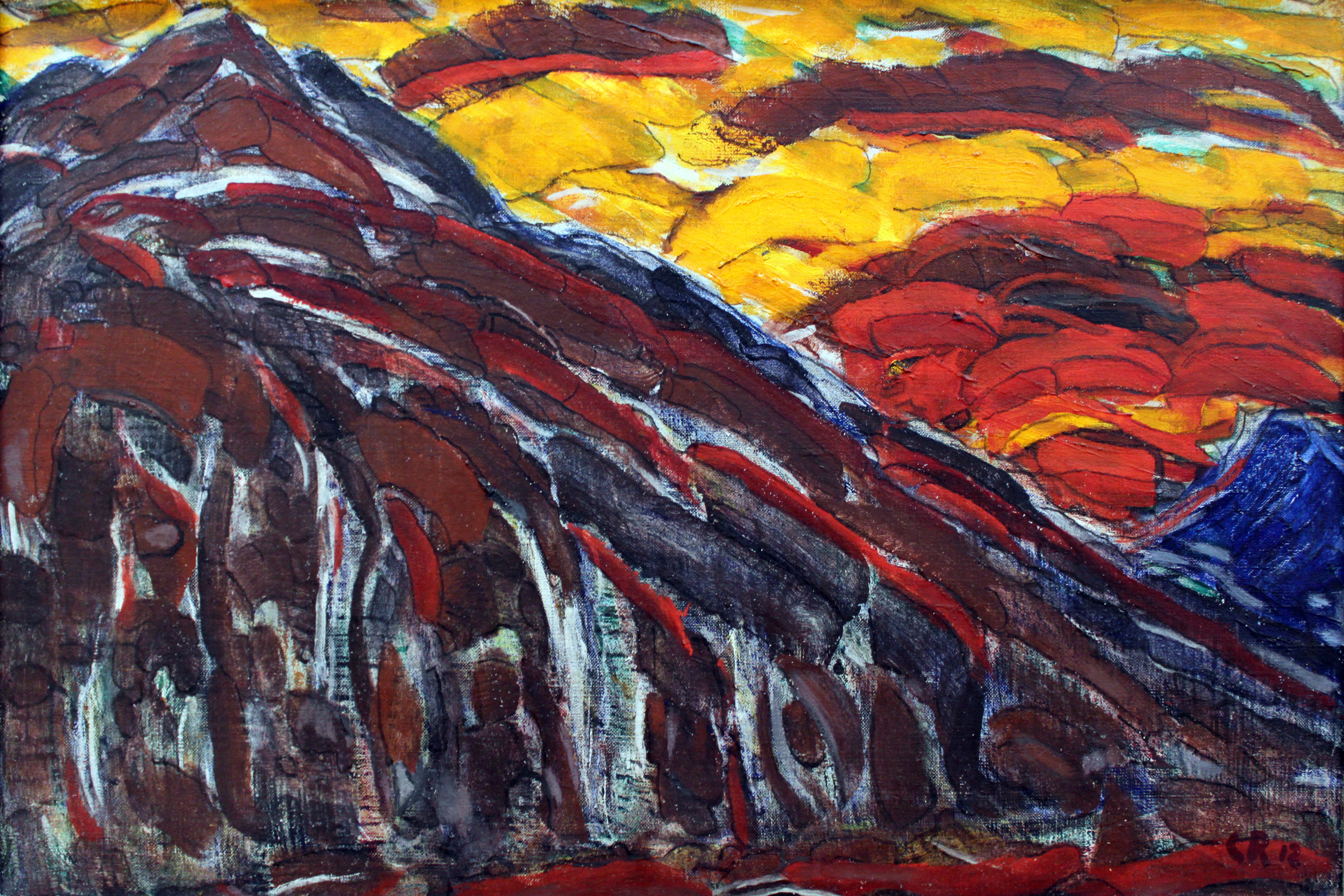
Vision d'un paysage, 1912, Germanisches Nationalmuseum
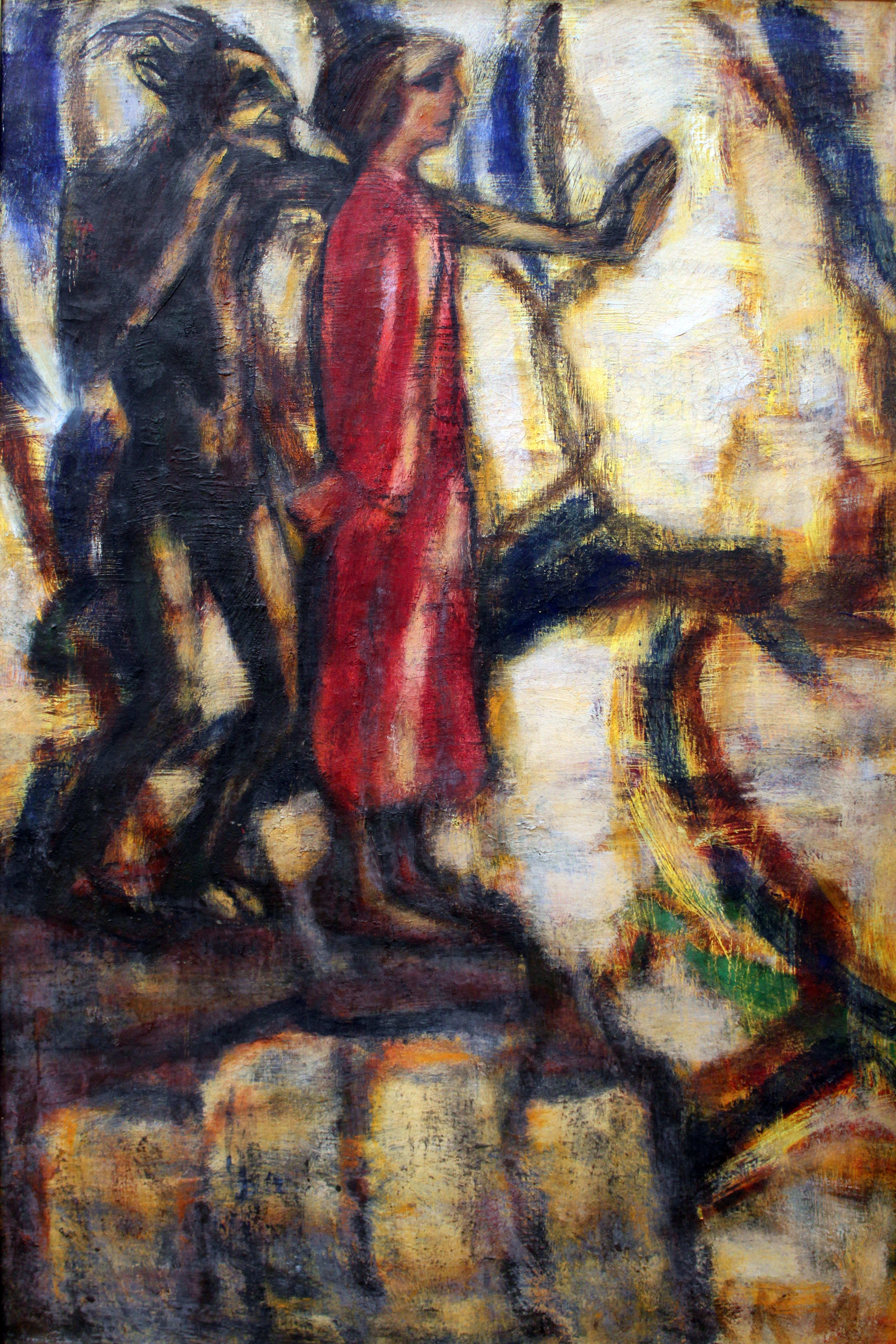
Tentation du Christ, 1914, Germanisches Nationalmuseum
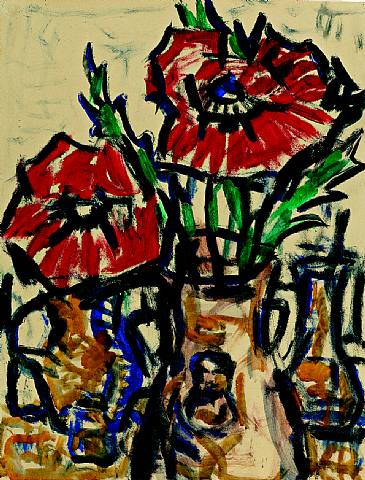
Tulipes perroquet (c. 1917)
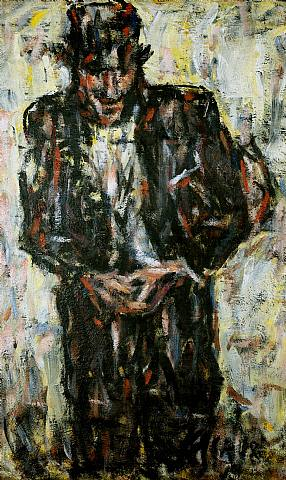
Bandit (1918)
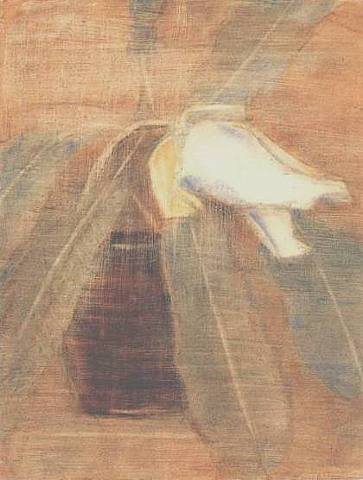
Bourgeon de magnolia dans un vase (c. 1920)
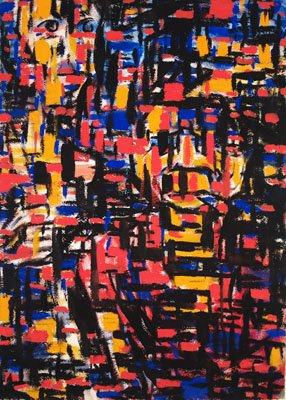
Mosaïque fantastique (1921)
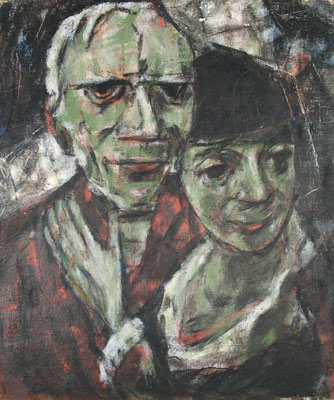
Autoportrait avec femme (1921-1922)